# Calcio Femminile Autoroma SIMCA Bergamo 1970
Questa voce raccoglie le informazioni riguardanti il Calcio Femminile Autoroma SIMCA Bergamo nelle competizioni ufficiali della stagione 1970.

## Stagione
La squadra bergamasca era nata nel 1969 fondata da Arnaldo e Pietro Rota (titolari della Concessionaria Autoroma), Romeo Dragoni e Carlo Pellizzoli con il nome di "Autoroma Sport Bergamo" e sponsorizzata da Dragoni che fece apporre sulle maglie il nome della sua ditta, la "Sartoria Dragoni".
Dopo le prime amichevoli giocate l'anno precedente, la squadra viene iscritta alla Serie B, campionato appena costituito dalla nascente F.F.I.G.C. del presidente M.O. Leandro Franchi. A comporre il girone B del campionato vengono iscritte squadre molto giovani e nate a distanza di pochi mesi, e nessuna accreditata fin dall'inizio del passaggio alle finali. A comporre il girone risultano iscritte la C.C.F. Libertas Impero di Piacenza, l'A.C.F. Peco Saronno di Saronno e la U.S. Po.Li.Ri. Firenze di Firenze.

Indicata su molte le cronache come "Fiorentina", quest'ultima squadra si chiamava effettivamente "Unione Sportiva Po.Li.Ri. Firenze" ed era frutto della fusione fra tre distinte società sportive cittadine chiamate Ponte di mezzo (Po.), Lippi (Li.) e Rifredi (Ri.), e non deve essere confusa con l'altra compagine fiorentina (la Fiorentina Elettroplaid) partecipante al campionato di Serie A F.F.I.G.C nella stessa stagione sportiva.

Da sinistra: Patrizia Gualdi, Graziella Pesenti e Assunta Gualdi in tuta alla convocazione per gli allenamenti della Nazionale Italiana (1970).

La squadra, formata da ragazze giovanissime tutte bergamasche nate fra il 1948 e il 1954, è compatta. Anche le riserve, chiamate a sostituire in pochissime occasioni le titolari dall'allenatore "Bughi" Zanini, risultano sempre all'altezza della situazione in ogni reparto sia difensivo che offensivo. Il bravo portiere Nadia Beonio perde l'imbattibilità dopo 263 minuti.
Le bergamasche arrivano sulla ribalta bergamasca in sordina alla fine del campionato mondiale "Mexico 1970" e giocano sui più bei campi di provincia ottenendo subito notevoli consensi. I risultati non lasciano alcun margine di errore alle valutazioni fatte dai giornali: è da subito la squadra più forte e l'entusiasmo del pubblico a sostenere la squadra cresce partita dopo partita. Proprio perché regge il confronto con i beniamini nerazzurri diverse ragazze sono etichettate con i nomignoli degli atalantini oppure degli Azzurri: Mariarosa Gatti è "Domingo" (Domenghini), mentre Graziella Pesenti è "la Sivori in gonnella".
Non è ancora finito il girone di ritorno quando la squadra viene iscritta al "Trofeo Ramazzotti" organizzato a Milano dalla U.S. Visconti a cui parteciparono le milanesi Savorelli Brioschi, Novelli e Ambrosiana SNIA di Segrate più Vernici Milesi Parma, Santos (PC) e Grumellese (BG). Nella finale di giovedì 30 luglio l'Autoroma SIMCA s'aggiudicò il trofeo battendo 4-2 l'Ambrosiana SNIA (squadra di Serie A).
Il girone B è già finito e l'Autoroma SIMCA ha già in tasca il passaggio ai quarti di finale quando il C.T. della Nazionale FFIGC Trabucco convoca Graziella Pesenti per la partita amichevole di Reims contro la nazionale francese del 19 settembre 1970. Graziella ha già totalizzato in campionato 27 reti su 7 partite disputate (non 9). Anche Assunta e Patrizia Gualdi furono successivamente convocate da Trabucco per un allenamento della Nazionale FFIGC.
Archiviati gli ottavi di finali surclassando il Campania con un secco 8-0 (e successiva rinuncia a disputare il ritorno a Bergamo), l'Autoroma passa anche i quarti di finali senza neanche scendere in campo, perche la Polisportiva Simaxis rinuncia a disputare le due partite non potendo pagare le spese di viaggio in aereo per giocare la prima partita a Bergamo.

L'Autoroma SIMCA Bergamo campione di Serie B 1970, premiata al Comunale il 4 novembre. In piedi da sinistra: Maffeis, massaggiatore, Melocchi, Gatti, Beonio, Pedrali, Galizzi, M.G. Quarti, S. Quarti. In basso da sinistra: Pesenti, A. Gualdi, Petteni, Esposito, Mola, P. Gualdi, Mandelli, Azzola (cap.), Cortesi e x.

Il turno successivo tocca alla Po.Li.Ri. affrontare le nerazzurre, questa volta al Comunale, dopo essere state già battute due volte nel girone di qualificazione. Dopo soli 2 minuti la partita sembrava già finita, ma il centravanti fiorentino Matteucci infila Beonio e riequilibra momentaneamente la partita. Ci pensa Pesenti a risolvere la partita con un bel poker d'assi calato sul tavolo verde. Il sogno, la promozione in Serie A, è ormai realtà. I 4 000 spettatori bergamaschi esultano e la festa ha inizio.

L'organizzazione della finale per il titolo viene momentaneamente di comune accordo spostata a causa dell'indisponibilità di un campo sportivo visto l'inizio di tutti i campionati nazionali e regionali.

Il Comune di Bergamo riesce a concedere il Comunale solo per la festività infrasettimanale di mercoledì 4 novembre e, vista la mancanza di altre partite a città e provincia, gli spalti risultano gremiti.
Il Messina, dopo i risultati conseguiti sia nelle qualificazioni che nei turni di finale, era atteso e considerato come una formazione compatta e ostica, con un reparto offensivo molto pericoloso. Ma non è stato così durante tutta la partita che, in pratica, è stata viva ed emozionante per soli 35 minuti e si è risolta nel primo tempo con una quaterna delle attaccanti nerazzurre. La grande festa è culminata con la premiazione da parte del Presidente Franchi della FFIGC che consegnò alla capitana Rosanna Azzola la coppa e i distintivi di campione di Serie B 1970.

## Rosa
| N. |                   | Ruolo | Calciatore                |
| -- | ----------------- | ----- | ------------------------- |
| 4  | Italia (bandiera) | C     | Rosanna Azzola (capitano) |
| 1  | Italia (bandiera) | P     | Nadia Beonio              |
| 5  | Italia (bandiera) | C     | Giovanna Cortesi          |
| 12 | Italia (bandiera) | P     | Angela Esposito           |
| 3  | Italia (bandiera) | D     | Elisabetta Galizzi        |
| 9  | Italia (bandiera) | A     | Mariarosa Gatti           |
| 8  | Italia (bandiera) | A     | Assunta Gualdi            |
| 10 | Italia (bandiera) | A     | Patrizia Gualdi           |
| 12 | Italia (bandiera) | P     | Maffeis                   |

| N. |                   | Ruolo | Calciatore          |
| -- | ----------------- | ----- | ------------------- |
| 2  | Italia (bandiera) | D     | Giulia Mandelli     |
| 13 | Italia (bandiera) | C     | Melocchi            |
| 6  | Italia (bandiera) | C     | Cecilia Mola        |
| 14 | Italia (bandiera) | C     | Rita Pedrali        |
| 11 | Italia (bandiera) | A     | Graziella Pesenti   |
|    | Italia (bandiera) | C     | Donatella Petteni   |
| 7  | Italia (bandiera) | A     | Maria Grazia Quarti |
| 2  | Italia (bandiera) | D     | Stefania Quarti     |

## Risultati

### Serie B FFIGC

#### Girone di andata
| Fiorenzuola d'Arda 28 giugno 1970, ore 18:00 1ª giornata                                                                | Libertas Impero | 0 – 11                                                                                | Autoroma Bergamo | Campo Sportivo Comunale (500 spett.) |
| \| \| \| \| \| \| Marcatori \| 0’, 0’, 0’ A. Gualdi 0’ Gatti 0’, 0’, 0’, 0’, 0’ s.t. Pesenti 0’, 0’ M.G. Quarti s.t. \| |                 |                                                                                       |                  |                                      |
| |                 |                                                                                       |                  |                                      |
| | Marcatori       | 0’, 0’, 0’ A. Gualdi 0’ Gatti 0’, 0’, 0’, 0’, 0’ s.t. Pesenti 0’, 0’ M.G. Quarti s.t. |                  |                                      |

| Ponte San Pietro 5 luglio 1970, ore 18:00 2ª giornata                                             | Autoroma Bergamo | 5 – 0 | Po.Li.Ri. Firenze | Stadio "Matteo Legler" |
| \| \| \| \| \| Pesenti p.t. 0’ (rig.), 0’, s.t. 0’ M.G. Quarti 0’ A. Gualdi 0’ \| Marcatori \| \| |                  |       |                   |                        |
|                                                                                                   |                  |       |                   |                        |
| Pesenti p.t. 0’ (rig.), 0’, s.t. 0’ M.G. Quarti 0’ A. Gualdi 0’                                   | Marcatori        |       |                   |                        |

| Arbitro: | Gagliardelli (Milano) |

|                            |           |  |
| Mandelli 23’ A. Gualdi 50’ | Marcatori |  |

#### Girone di ritorno
| Arbitro: | Puzzo (Sesto San Giovanni) |

|                                                                                             |           |             |
| Pesenti 10’, 17’ (rig.), 50’ A. Gualdi 28’, 61’ Gobbi 48’ (aut.) Mandelli 53’ P. Gualdi 65’ | Marcatori | 54’ Zurlini |

| Ferrara 25 luglio 1970 5ª giornata                                                | Po.Li.Ri. Firenze | 0 – 5                                           | Autoroma Bergamo | Stadio Paolo Mazza (6 000 spett.) |
| \| \| \| \| \| \| Marcatori \| 37’ A. Gualdi 10’, 48’, 52’ (rig.), 65’ Pesenti \| |                   |                                                 |                  |                                   |
|                                                                                   |                   |                                                 |                  |                                   |
|                                                                                   | Marcatori         | 37’ A. Gualdi 10’, 48’, 52’ (rig.), 65’ Pesenti |                  |                                   |

| Albino 6 settembre 1970 6ª giornata                                                                 | Peco Saronno | 2 – 10                                                  | Autoroma Bergamo | Stadio "J.F. Kennedy" |
| \| \| \| \| \| ? ?’ ? ?’ \| Marcatori \| 0’, 0’, 0’, 0’, 0’, 0’, 0’, 0’ Pesenti ?’, ?’ A. Gualdi \| |              |                                                         |                  |                       |
| |              |                                                         |                  |                       |
| ? ?’ ? ?’                                                                                           | Marcatori    | 0’, 0’, 0’, 0’, 0’, 0’, 0’, 0’ Pesenti ?’, ?’ A. Gualdi |                  |                       |

### Finali per la promozione e titolo di Serie B

#### Ottavi di finale
| Napoli 13 settembre 1970 Andata                                                             | Campania  | 0 – 8                                                     | Autoroma Bergamo |  |
| \| \| \| \| \| \| Marcatori \| 15’, 17’, 22’, 32’, 37’ (rig.) Pesenti 26’, 30’ A. Gualdi \| |           |                                                           |                  |  |
|                                                                                             |           |                                                           |                  |  |
|                                                                                             | Marcatori | 15’, 17’, 22’, 32’, 37’ (rig.) Pesenti 26’, 30’ A. Gualdi |                  |  |

| 20 settembre 1970 Ritorno | Autoroma Bergamo | 2 – 0 A tav. | Campania |  |

#### Quarti di finale
Il secondo turno delle finali si sarebbe dovuto giocare il 27 settembre e 4 ottobre 1970. Il Simaxis, che aveva superato il turno battendo l'Apollo 70, chiese al C.N.G. della F.F.I.G.C. di poter invertire il campo per poter giocare l'andata in casa e pagare con quell'incasso le spese della trasferta aerea fino a Linate. Al rifiuto della Federazione la squadra sarda decise di rinunciare a entrambe le partite.

#### Semifinale
La F.F.I.G.C. organizzò queste doppie gare di semifinale riducendole ad una unica gara in campo neutro, lasciando alle due squadre la possibilità di scegliere il campo. Grazie all'interessamento dell'Assessore allo Sport Traini, il Comune di Bergamo concesse di poter disputare la partita allo Stadio Comunale.
| Arbitro: | Visentin (Torino) |

|                                                           |           |               |
| M.G. Quarti 2’ Pesenti 25’, 48’, 63’ (rig.) A. Gualdi 62’ | Marcatori | 22’ Matteucci |

#### Finale per il titolo di Serie B
| Arbitro: | Malerba (Roma) |

| |              |                                                                                           |
| P. Gualdi 14’ A. Gualdi 15’ Pesenti 30’, 34’                                                                                        | Marcatori    |                                                                                           |
| · 42’ Beonio · Mandelli · S. Quarti · Pedrali · 38’ Cortesi · Mola · 53’ M.G. Quarti · A. Gualdi · P. Gualdi · (c) Azzola · Pesenti | Formazioni   | La Foresta Falcone Fallanca Sofia Parisi Damino Muratore De Matteo Löbau Gi. Cumia Nuccio |
| · 38’ Galizzi · 42’ Maffeis · 53’ Gatti                                                                                             | Sostituzioni |                                                                                           |
| Luigi Zanini | Allenatori   | Fallanca                                                                                  |

### Statistiche di squadra
| Competizione            | Punti | In casa | In casa | In casa | In casa | In casa | In casa | In trasferta | In trasferta | In trasferta | In trasferta | In trasferta | In trasferta | Totale | Totale | Totale | Totale | Totale | Totale | DR  |
| Competizione            | Punti | G       | V       | N       | P       | Gf      | Gs      | G            | V            | N            | P            | Gf           | Gs           | G      | V      | N      | P      | Gf     | Gs     | DR  |
| ----------------------- | ----- | ------- | ------- | ------- | ------- | ------- | ------- | ------------ | ------------ | ------------ | ------------ | ------------ | ------------ | ------ | ------ | ------ | ------ | ------ | ------ | --- |
| Serie B FFIGC, girone B | 12    | 3       | 3       | 0       | 0       | 15      | 1       | 3            | 3            | 0            | 0            | 26           | 2            | 6      | 6      | 0      | 0      | 41     | 3      | +38 |
| Finali promozione       | -     | 3       | 3       | 0       | 0       | 11      | 1       | 1            | 1            | 0            | 0            | 8            | 0            | 4      | 4      | 0      | 0      | 19     | 1      | +18 |
| Totali                  | -     | 6       | 6       | 0       | 0       | 26      | 2       | 4            | 4            | 0            | 0            | 34           | 2            | 10     | 10     | 0      | 0      | 60     | 4      | +56 |

### Giornali
Tabellini pubblicati dai seguenti giornali sportivi:
- La Gazzetta dello sport, Milano, quotidiano microfilmato conservato a Milano, dalla Biblioteca Nazionale Braidense) e dalla Biblioteca comunale centrale di Milano.
  - Biblioteca Civica di Torino;
  - Biblioteca Nazionale Braidense di Milano,
  - Biblioteca Civica Berio di Genova,
  - Biblioteca Nazionale Centrale di Firenze,
  - Biblioteca Nazionale Centrale di Roma.
- Il Corriere dello Sport, Roma, 1970, quotidiano microfilmato conservato nella Biblioteca Nazionale Centrale di Firenze e presso Biblioteca del C.O.N.I. di Roma.
- Eco di Bergamo, Bergamo, Sesaab, 1970, Biblioteca civica Angelo Mai (sala microfilm).
- Il Giornale di Bergamo, Bergamo, Società Editrice Periodici, 1970, Biblioteca civica Angelo Mai (sala microfilm).
- Libertà, quotidiano di Piacenza, Piacenza, 1970,  pp. varie, consultato presso la Biblioteca Comunale "Passerini Landi" (microfilmato).
- La Prealpina, quotidiano di Varese, Varese, 1970,  pp. varie, consultato presso la Biblioteca comunale centrale di Milano (microfilmato).
- L'informatore del lunedì, settimanale del lunedì dell'Unione Sarda, Cagliari, 1970.

### Libri
- Lino Coppola, Rassegna del Calcio Femminile, Salerno, Arti Grafiche Boccia S.r.l., aprile 1973,  pp. 40 e 173-174.
- Maria Ausilia Scotton, Roberto Filippini, Tutti gli azzurri bergamaschi, Bergamo, Corponove Editrice S.r.l., 2004,  pp. 145-146 (Patrizia e Assunta Gualdi in Nazionale), ISBN 88-87831-42-4.